# Majur
Majur dos Santos Conceição (Salvador, 21 de outubro de 1995), conhecida apenas como Majur, é uma cantora e compositora brasileira. Suas músicas, do gênero R&B e MPB, abordam temas como relações afetivas e empoderamento.

## Biografia
Majur dos Santos Conceição nasceu em 21 de outubro de 1995 no bairro Uruguai, em Salvador, Bahia. Seu pai abandonou sua família quando ainda tinha 3 anos de idade, e para se sustentar, precisou catar material reciclável nas ruas com a mãe até os 6 anos. Começou a cantar desde 5 anos no coral da Orquestra Sinfônica da Juventude de Salvador, e em 2008, chegou à final Festival Anual de Canção Estudantil, promovido pelo Ministério da Educação.

## Carreira
Em 2016, Majur montou uma banda com outros 5 músicos para cantar nas noites de sua cidade natal. A banda cantava nos bares da Barra, bairro gastronômico e boêmio de Salvador. Lançou seu primeiro trabalho em 2018, Colorir, um extended play (EP) de 3 faixas Em junho de 2019, apareceu como artista convidada na música "AmarElo", junto de Emicida e Pabllo Vittar. Lançou seu primeiro single solo em agosto do mesmo ano, "20ver". Em novembro de 2019, lançou o vídeo musical de "Naúfrago", segunda faixa de seu EP de estreia. Em 2020, lançou "Andarilho", primeira faixa do seu futuro primeiro álbum de estúdio, ainda sem nome. A música foi lançada juntamente com o seu videoclipe, que foi gravado à distância durante o isolamento social causado pela pandemia de COVID-19.
Em 2023 lançou o segundo álbum de estúdio, "ARRISCA", com nove faixas de sonoridade afropop. O disco contou com participações de Xamã, Ivete Sangalo e Olodum.

## Imagem
Majur é uma transsexual e se autodenomina como não-binária, mas diz não se importar com os pronomes de gênero feminino e masculino. "Transito muito bem entre os universos masculino e feminino. Reconheço os dois em mim e preciso de ambos", contou ao jornal Extra. Já ao jornal O Globo, declarou que tenta fugir ao máximo das relações de gênero nas suas músicas: "Minha representatividade já tá clara no visual. Não quero restringir nas letras, minha intenção é atingir diversos públicos de diversas idades".

## Discografia

### Álbum de estúdio
- Ojunifé (2021)
- ARRISCA (2023)[16]
- GIRA MUNDO (2025)

### Extended plays(EPs)
| Álbum   | Detalhes |
| ------- | --- |
| Colorir | - Lançamento: 14 de novembro de 2018 - Formato(s): Download digital, streaming - Gravadora(s): UNS Produções |

### Singles

#### Como artista principal
| Ano  | Canção      |
| ---- | ----------- |
| 2019 | "20ver"     |
| 2020 | "Andarilho" |

#### Como artista convidado
| Ano  | Canção                                          | Álbum   |
| ---- | ----------------------------------------------- | ------- |
| 2019 | "AmarElo" (Emicida part. Pabllo Vittar e Majur) | Amarelo |

## Filmografia

### Cinema
| Ano  | Título                              | Papel     | Notas        | Ref.   |
| ---- | ----------------------------------- | --------- | ------------ | ------ |
| 2020 | Emicida: Amarelo - É Tudo Pra Ontem | Ela mesma | Documentário | [ 23 ] |

### Televisão
| Ano  | Título     | Papel      | Notas                                  | Ref.   |
| ---- | ---------- | ---------- | -------------------------------------- | ------ |
| 2024 | 5x Comédia | Imperatriz | Episódio: "A Batalha das Sobrancelhas" | [ 24 ] |

## Prêmios e indicações
| Ano  | Premiação                             | Categoria                 | Indicação                               | Resultado | Ref.   |
| ---- | ------------------------------------- | ------------------------- | --------------------------------------- | --------- | ------ |
| 2019 | Prêmio Multishow de Música Brasileira | Canção do Ano (Superjúri) | "AmarElo" (com Emicida e Pabllo Vittar) | Indicado  | [ 25 ] |
| 2020 | Orgulho 2019                          | Revelação (Voto popular)  | Ela mesma                               | Venceu    | [ 26 ] |
| 2020 | Prêmio Genius Brasil de Música        | Melhor Música             | "AmarElo" (com Emicida e Pabllo Vittar) | Indicado  | [ 27 ] |
| 2020 | Prêmio Genius Brasil de Música        | Melhor Videoclipe         | "AmarElo" (com Emicida e Pabllo Vittar) | Indicado  | [ 27 ] |